# ホメオボックス

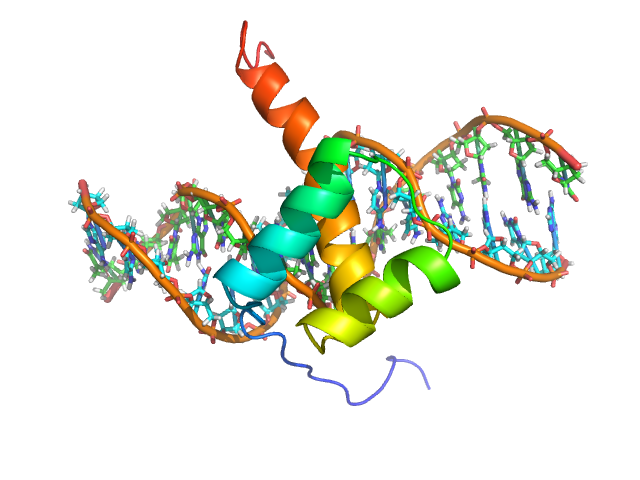
ホメオドメインとDNAの複合体。ホメオドメインはヘリックス・ターン・ヘリックス構造を持つ。

ホメオボックス（homeobox）とは、動物、植物および菌類の発生の調節に関連する相同性の高いDNA塩基配列である。ホメオボックスを持つ遺伝子はホメオボックス遺伝子と呼ばれ、ホメオボックス遺伝子ファミリーを構成する。

## 概要
ホメオボックスはおおよそ180塩基対があり、DNAに結合しうるタンパク質部位（ホメオドメイン）をコードする。ホメオボックス遺伝子は、例えば足を作るのに必要なすべての遺伝子など、典型的に他の遺伝子のカスケードをスイッチする転写因子をコードする。ホメオドメインはDNAへ特異的に結合する。しかしながら、単独のホメオドメインタンパク質の特異性は通常、その要求される標的遺伝子だけを認識するに充分ではない。ほとんどの場合、ホメオドメインタンパクは他の転写因子また、しばしばホメオドメインタンパク質との複合体としてその標的遺伝子のプロモーター領域で働いている。そのような複合体は単独のホメオドメインタンパク質よりも高度な標的特異性を持つ。
ホメオドメインを含むタンパク質は大きく2つに分類される場合がある。ひとつはゲノム中に特徴的なクラスターを形成している Hox遺伝子群に由来し、Hox タンパク質 （または単に Hox） と呼ばれる。もうひとつは Hox 以外のゲノム中に散在する non-Hox 遺伝子に由来し、non-Hox ホメオ蛋白質とされる。
哺乳類では Hox gene は異なった染色体上に4個のクラスターを形成しており、塩基配列の相同性から13のグループに分けられ、3' 側から番号がつけられている。発生過程ではこの順番に対応して前後軸に沿った発現をし、その位置に特徴的な体節構造を誘導する。これらのことはショウジョウバエのホメオティック変異の解析が端緒となった。
non-Hox 遺伝子には、NK-2ファミリーやMSXファミリーがあり、これらもさまざまな発生分化過程に関わる進化的に保存されたファミリーを形成していることがわかっている。また出芽酵母の性決定を支配するMAT遺伝子もホメオボックスを持つ。
Hox遺伝子は体軸のパターン形成で機能する。そのため、特異的な体の部分の同一性を与えて、Hox遺伝子は、発生中の胎児や幼生で肢や他の体節の成長を決定する。それらの遺伝子の変異は余分な成長を引きおこすことがあり、典型的には無脊椎動物で機能的でない体の部分、例えばショウジョウバエのひとつの遺伝子の欠損のせいでaristapaedia複合体が頭の触角の場所から脚を生やさせる。脊椎動物でのHox遺伝子の変異は通常、誕生前に死亡する。
ホメオボックス遺伝子は初めにショウジョウバエで見つかり、続いて昆虫から爬虫類、哺乳類といった多くの他の種で同定された。右の図はラットのPit-1ホメオボックス含有タンパク質（紫）がDNAに結合している構造モデルである。Pit-1は成長ホルモン遺伝子転写の調整因子である。Pit-1は、POUドメインとホメオドメインの両方を使いDNAへ結合する転写因子のPOU DNA結合ドメインファミリーのひとつである。ホメオボックスは単細胞の酵母などの菌類や植物にすら見られる。このことはこの遺伝子ファミリーが非常に早くに進化して、形態形成の基本メカニズムが多くの生物で同じ事を示している。
ホメオボックス遺伝子の変異は簡単に目に見える表現型の変化を生み出す。上で示した触角の場所にある脚や、二対目の羽といったショウジョウバエの例がそれである。ホメオボックス遺伝子の重複は新しい体の部分を生むことができ、そのような重複が体節のある動物の進化には重要な可能性がある。
コンピューター計算に類似して、ホメオボックス遺伝子はサブルーチンの呼び出しに似ていると考えることができる。これは、DNAの別の場所にすでに存在しているサブシステム全ての産生のスイッチとなる。